# Райко Ошанов
Райко Димитров Ошанов е виден български икономист, юрист и политик от Демократическата партия, чийто лидер е в периода 1945 – 1947 г. Считан е за основоположник на трудовоправната доктрина в България.

## Биография
Родът му е от Трявна, а фамилното му име се свързва с местността Ошаните недалеч от града. Роден е в семейство с 8 деца.
Баща му е търговецът Димитър Ошанов. Дядо му Райко Ошанов е известен в града като русофил. Прадядо му Димитър Ошанеца, роден през 1760 г., е сред най-прочутите представители на тревненската зографска школа; негово дело е таванът в Даскаловата къща. Негова първа братовчедка Мария е майката на прочутата певица Силви Вартан.
От малък Райко остава сирак. Въпреки трудните му години в началото на 20-те години учи финанси и стопанство в Свободния университет за политически и стопански науки (днес УНСС), a впоследствие и право в Софийския университет.
През 1937 г. съставя първия Кодекс на труда в България, с което става основоположник на трудовото законодателство в страната. През 30-те и 40-те години е началник на Софийската инспекция по труда, a по-късно и началник на отделението по труда в Дирекцията на труда и обществените осигуровки. Известен е като неподкупен инспектор по труда.
Специализира в Международното бюро по труда в Женева. Живее с жена си в своя къща в Палермо, откъдето се прибират за раждането на сина им в 1939 г.
Публикува „Коментар на Наредбата-закон за трудовия договор“ (1936), „Колективният трудов договор като правен институт“ (1940) – неговия най-известен труд, монографията „Правна закрила на труда в България“ (1943).
Преподава в Държавното висше училище за финансови и административни науки (днес УНСС), както и в Софийския университет.
Ошанов е сред първите членове на Ротари клуб в София.

## В политиката
През 1924 г. оглавява Българския национален студентски съюз (БНСС), където Андрей Ляпчев го открива за политиката. В младежките си години сътрудничи активно на Никола Мушанов, а по-късно и на Стойчо Мушанов.
Лидер е на Демократическата партия през 1945 – 1947 г. Прекарва години в лагери и затвори след установяването на комунистическия режим в страната.

## Семейство
Съпругата му Христина Фикова-Ошанова е дъщеря на ген. Димитър Фиков. Синът им Асен Ошанов (26.02.1939 – 21.01.2021), юрист и политик, пълномощник на българското царско семейство, е поет с над 40 стихосбирки и десетки авторски и преводни текстове на песни за Богдана Карадочева, Лили Иванова и др.